# Aurel-Robert Boroianu
Aurel-Robert Boroianu (n. 14 aprilie 1970

) este un deputat român, ales în 2016. 